# Boordsteek

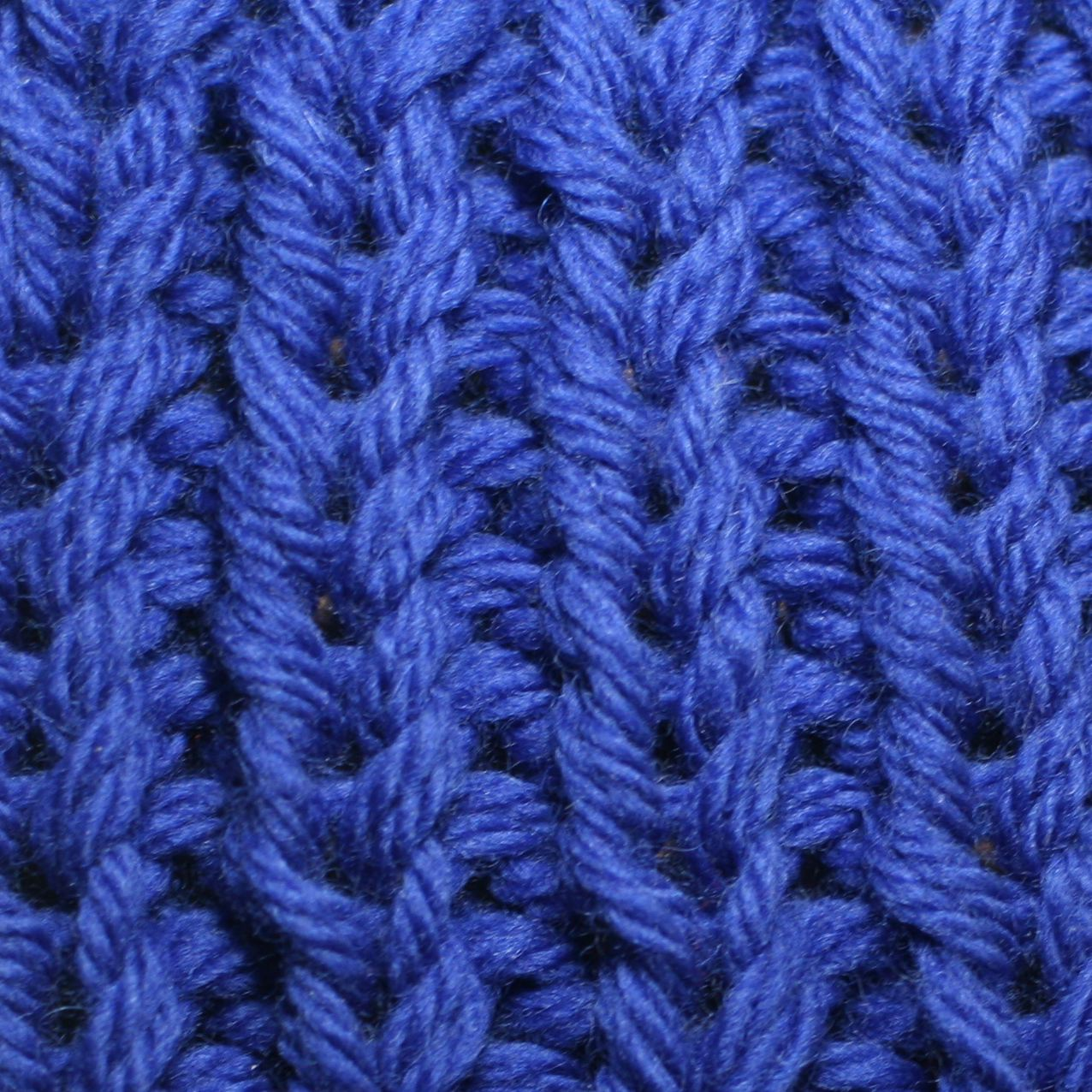
Boordsteek bestaande uit om en om één rechte, één averechte steek.

De boordsteek is een breisteek waarbij verticale ribbels ontstaan. Het patroon ontstaat door verticale strepen van rechte steken af te wisselen met verticale strepen van averechte steken. 
Zoals uit de naam van de steek blijkt wordt deze steek onder andere gebruikt voor boorden. De steek heeft namelijk een aantal eigenschappen die hem daarvoor geschikt maken:
- Het breiwerk is elastischer dan veel andere breisteken;
- Het breiwerk trekt zich samen en sluit daardoor om het lichaam;
- Het breiwerk krult niet naar binnen, zoals wel het geval is met bijvoorbeeld de tricotsteek.

Het aantal rechte en averechte steken is over het algemeen gelijk, maar dat is niet strikt nodig. Als dit aantal gelijk is zal de stof geen neiging hebben tot krullen. De strepen zien er dan aan beide zijden van het breiwerk hetzelfde uit. Dit heeft voordelen voor kleding die aan twee zijden zichtbaar is, zoals gebreide sjaals.
Bij het keren van het werk tijdens het breien wordt boven een rechte steek aan de voorzijde aan de achterzijde een averechtse steek gebruikt en vice versa. Doordat tijdens het breien na elke steek de draad weer naar de andere kant moet worden gebracht gaat het breien van de boordsteek aanzienlijk minder snel dan de tricotsteek.
De boordsteek heeft de eigenschap om zich samen te trekken. Er ontstaan daardoor kleine plooien waarin de averechte steken naar achteren wijken en de rechte steken juist naar voren komen. Om die reden wordt de boordsteek veel gebruikt voor het breien van manchetten, of kragen van truien en in het algemeen, voor elke rand die moet aansluiten aan het lichaam, zoals ook wollen mutsen of sokken. De elasticiteit is afhankelijk van het aantal overgangen tussen recht en averecht; 1 r. × 1 av. is elastischer dan 2 r. × 2 av.

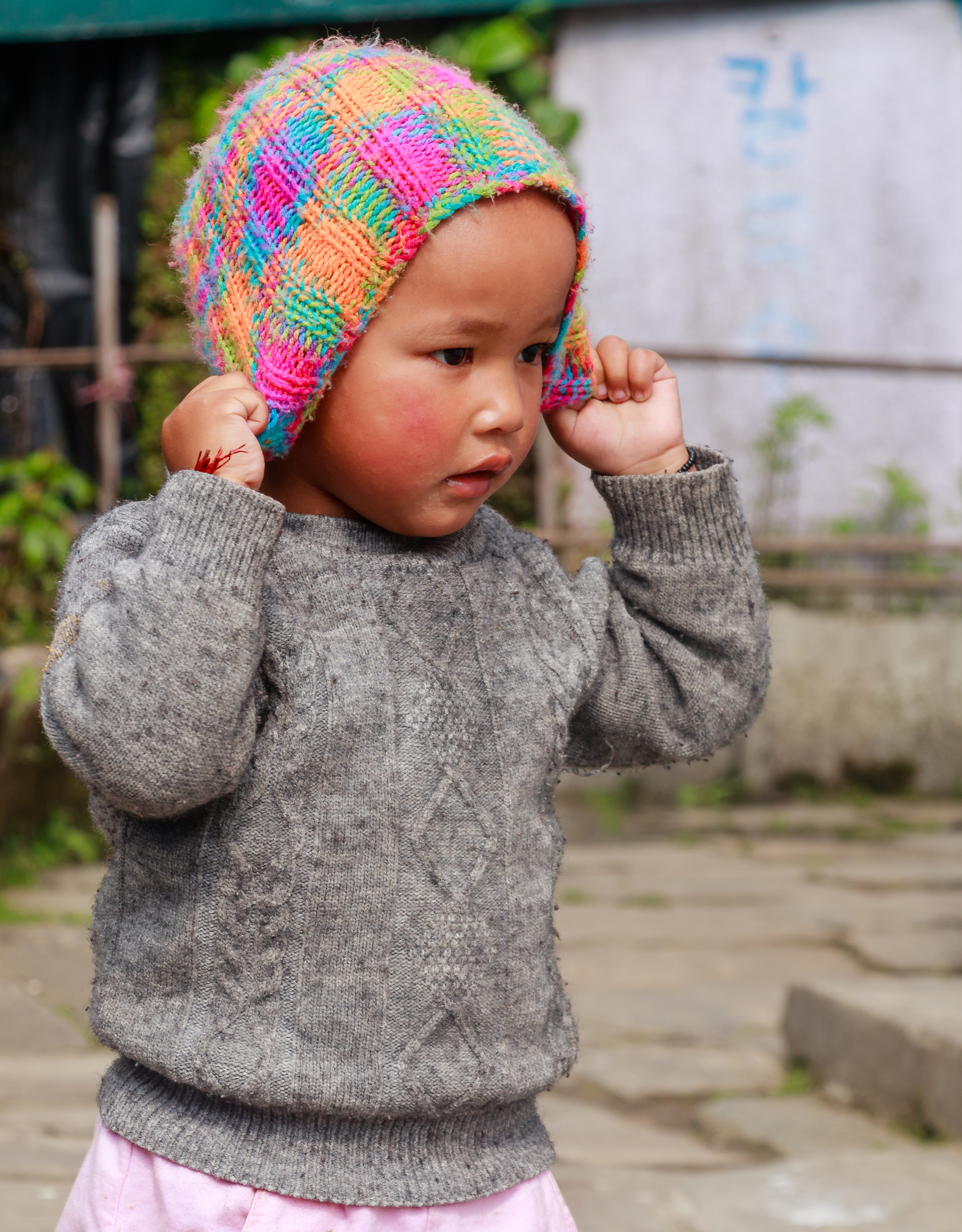
Een kind met een gebreide muts in boordsteek 2 r. × 2 av. De kleurvlakken zijn ontstaan doordat de gebruikte wol verschillende kleuren had. De boorden van de mouwen van de trui zijn gebreid in 1 r. × 1 av.

Sommige kabelpatronen trekken echter nog meer  samen dan de boordsteek. In zulke gevallen wordt een rand van de boordsteek dus wijder dan de rest van het breiwerk.